# Mačja metvica
Mačja metvica (gorka metvica, lat. Nepeta), veliki biljni rod iz porodice Lamiaceae. Pripada mu prerko 250 vrsta trajnica, od kojih je najpoznatija obična ili prava mačja metvica (potplotuša), Nepeta cataria.
Ime roda dolazi po etruščanskom gradu Nepeto, današnji Nepi u Laciju, gdje se ta vrsta uzgajala. Glavna vrsta olbična mačja metvica dolazi od grčkog katta, mačka.

## Vrste
1. Nepeta adenophyta Hedge
2. Nepeta agrestis Loisel.
3. Nepeta alaghezi Pojark.
4. Nepeta alatavica Lipsky
5. Nepeta algeriensis de Noé
6. Nepeta amicorum Rech.f.
7. Nepeta amoena Stapf
8. Nepeta anamurensis Gemici & Leblebici
9. Nepeta annua Pall.
10. Nepeta apuleji Ucria
11. Nepeta argolica Bory & Chaub.
12. Nepeta assadii Jamzad
13. Nepeta assurgens Hausskn. & Bornm.
14. Nepeta astorensis Shinwari & Chaudhri
15. Nepeta atlantica Ball
16. Nepeta autraniana Bornm.
17. Nepeta azurea R.Br. ex Benth.
18. Nepeta badachschanica Kudrjasch.
19. Nepeta bakhtiarica Rech.f.
20. Nepeta balouchestanica Jamzad & Ingr.
21. Nepeta barbara Maire
22. Nepeta barfakensis Rech.f.
23. Nepeta batalica Reshi
24. Nepeta baytopii Hedge & Lamond
25. Nepeta bazoftica Jamzad
26. Nepeta bellevii Prain
27. Nepeta betonicifolia C.A.Mey.
28. Nepeta binaloudensis Jamzad
29. Nepeta bodeana Bunge
30. Nepeta × boissieri Willk.
31. Nepeta bokhonica Jamzad
32. Nepeta bombaiensis Dalzell
33. Nepeta bornmuelleri Hausskn. ex Bornm.
34. Nepeta botschantzevii Czern.
35. Nepeta brachyantha Rech.f. & Edelb.
36. Nepeta bracteata Benth.
37. Nepeta brevifolia C.A.Mey.
38. Nepeta bucharica Lipsky
39. Nepeta caerulea Aiton
40. Nepeta caesarea Boiss.
41. Nepeta campestris Benth.
42. Nepeta camphorata Boiss. & Heldr.
43. Nepeta × campylantha Rech.f.
44. Nepeta cataria L.
45. Nepeta cephalotes Boiss.
46. Nepeta chionophila Boiss. & Hausskn.
47. Nepeta ciliaris Benth.
48. Nepeta cilicica Boiss. ex Benth.
49. Nepeta clarkei Hook.f.
50. Nepeta coerulescens Maxim.
51. Nepeta concolor Boiss. & Heldr. ex Benth.
52. Nepeta conferta Hedge & Lamond
53. Nepeta congesta Fisch. & C.A.Mey.
54. Nepeta connata Royle ex Benth.
55. Nepeta consanguinea Pojark.
56. Nepeta crinita Montbret & Aucher ex Benth.
57. Nepeta crispa Willd.
58. Nepeta curviflora Boiss.
59. Nepeta cyanea Steven
60. Nepeta cyrenaica Quézel & Zaffran
61. Nepeta czegemensis Pojark.
62. Nepeta czukavinae Kamelin & Lazkov
63. Nepeta daenensis Boiss.
64. Nepeta deflersiana Schweinf. ex Hedge
65. Nepeta densiflora Kar. & Kir.
66. Nepeta dentata C.Y.Wu & S.J.Hsuan
67. Nepeta denudata Benth.
68. Nepeta dirmencii Yild. & Dinç
69. Nepeta discolor Royle ex Benth.
70. Nepeta distans Royle ex Benth.
71. Nepeta drassiana Reshi
72. Nepeta duthiei Prain & Mukerjee
73. Nepeta elliptica Royle ex Benth.
74. Nepeta elymaitica Bornm.
75. Nepeta erecta (Royle ex Benth.) Benth.
76. Nepeta eremokosmos Rech.f.
77. Nepeta eremophila Hausskn. & Bornm.
78. Nepeta eriosphaera Rech.f. & Köie
79. Nepeta eriostachya Benth.
80. Nepeta ernesti-mayeri Diklic & V.Nikolic
81. Nepeta everardii S.Moore
82. Nepeta flavida Hub.-Mor.
83. Nepeta floccosa Benth.
84. Nepeta foliosa Moris
85. Nepeta fordii Hemsl.
86. Nepeta formosa Kudrjasch.
87. Nepeta freitagii Rech.f.
88. Nepeta glechomifolia (Dunn) Hedge
89. Nepeta gloeocephala Rech.f.
90. Nepeta glomerata Montbret & Aucher ex Benth.
91. Nepeta glomerulosa Boiss.
92. Nepeta glutinosa Benth.
93. Nepeta gontscharovii Kudrjasch.
94. Nepeta govaniana (Wall. ex Benth.) Benth.
95. Nepeta graciliflora Benth.
96. Nepeta granatensis Boiss.
97. Nepeta grandiflora M.Bieb.
98. Nepeta grata Benth.
99. Nepeta griffithii Hedge
100. Nepeta gumerica Reshi
101. Nepeta heliotropifolia Lam.
102. Nepeta hemsleyana Oliv. ex Prain
103. Nepeta henanensis C.S.Zhu
104. Nepeta hindostana (B.Heyne ex Roth) Haines
105. Nepeta hispanica Boiss. & Reut.
106. Nepeta hormozganica Jamzad
107. Nepeta humilis Benth.
108. Nepeta hymenodonta Boiss.
109. Nepeta hystrix Greuter
110. Nepeta isaurica Boiss. & Heldr. ex Benth.
111. Nepeta ispahanica Boiss.
112. Nepeta italica L.
113. Nepeta jakupicensis Micevski
114. Nepeta jomdaensis H.W.Li
115. Nepeta juncea Benth.
116. Nepeta knorringiana Pojark.
117. Nepeta koeieana Rech.f.
118. Nepeta kokamirica Regel
119. Nepeta kokanica Regel
120. Nepeta komarovii E.A.Busch
121. Nepeta kotschyi Boiss.
122. Nepeta kurdica Hausskn. & Bornm.
123. Nepeta kurramensis Rech.f.
124. Nepeta ladanolens Lipsky
125. Nepeta laevigata (D.Don) Hand.-Mazz.
126. Nepeta lagopsis Benth.
127. Nepeta lamiifolia Willd.
128. Nepeta lamiopsis Benth. ex Hook.f.
129. Nepeta lancefolia Reshi
130. Nepeta lasiocephala Benth.
131. Nepeta latifolia DC.
132. Nepeta leucolaena Benth. ex Hook.f.
133. Nepeta linearis Royle ex Benth.
134. Nepeta lipskyi Kudrjasch.
135. Nepeta longibracteata Benth.
136. Nepeta longiflora Vent.
137. Nepeta longituba Pojark.
138. Nepeta ludlow-hewittii Blakelock
139. Nepeta macrosiphon Boiss.
140. Nepeta mahanensis Jamzad & M.Simmonds
141. Nepeta manchuriensis S.Moore
142. Nepeta mariae Regel
143. Nepeta maussarifii Lipsky
144. Nepeta melissifolia Lam.
145. Nepeta membranifolia C.Y.Wu
146. Nepeta menthoides Boiss. & Buhse
147. Nepeta meyeri Benth.
148. Nepeta micrantha Bunge
149. Nepeta minuticephala Jamzad
150. Nepeta mirei Quézel
151. Nepeta mirzayanii Rech.f. & Esfand.
152. Nepeta monocephala Rech.f.
153. Nepeta monticola Kudr.
154. Nepeta multibracteata Desf.
155. Nepeta multicaulis Mukerjee
156. Nepeta multifida L.
157. Nepeta narynensis Kamelin & Lazkov
158. Nepeta natanzensis Jamzad
159. Nepeta nawarica Rech.f.
160. Nepeta nepalensis Spreng.
161. Nepeta nepetella L.
162. Nepeta nepetoides (Batt. ex Pit.) Harley
163. Nepeta nervosa Royle ex Benth.
164. Nepeta nuda L.
165. Nepeta obtusicrena Boiss. & Kotschy ex Hedge
166. Nepeta odorifera Lipsky
167. Nepeta olgae Regel
168. Nepeta orphanidea Boiss.
169. Nepeta pabotii Mouterde
170. Nepeta padamica Reshi
171. Nepeta paktiana Rech.f.
172. Nepeta pamirensis Franch.
173. Nepeta parnassica Heldr. & Sart.
174. Nepeta paucifolia Mukerjee
175. Nepeta persica Boiss.
176. Nepeta petraea Benth.
177. Nepeta phyllochlamys P.H.Davis
178. Nepeta pilinux P.H.Davis
179. Nepeta podlechii Rech.f.
180. Nepeta podostachys Benth.
181. Nepeta pogonosperma Jamzad & Assadi
182. Nepeta polyodonta Rech.f.
183. Nepeta praetervisa Rech.f.
184. Nepeta prattii H.Lév.
185. Nepeta prostrata Benth.
186. Nepeta pseudokokanica Pojark.
187. Nepeta pubescens Benth.
188. Nepeta pungens (Bunge) Benth.
189. Nepeta racemosa Lam.
190. Nepeta raphanorhiza Benth.
191. Nepeta rechingeri Hedge
192. Nepeta rivularis Bornm.
193. Nepeta roopiana Bordz.
194. Nepeta rtanjensis Diklic & Milojevic
195. Nepeta rubella A.L.Budantzev
196. Nepeta rugosa Benth.
197. Nepeta saccharata Bunge
198. Nepeta sahandica Noroozi & Ajani
199. Nepeta santoana Popov
200. Nepeta saturejoides Boiss.
201. Nepeta schiraziana Boiss.
202. Nepeta schmidii Rech.f.
203. Nepeta schugnanica Lipsky
204. Nepeta scordotis L.
205. Nepeta septemcrenata Ehrenb. ex Benth.
206. Nepeta sessilis C.Y.Wu & S.J.Hsuan
207. Nepeta shahmirzadensis Assadi & Jamzad
208. Nepeta sheilae Hedge & R.A.King
209. Nepeta sibirica L.
210. Nepeta sorgerae Hedge & Lamond
211. Nepeta sosnovskyi Askerova
212. Nepeta souliei H.Lév.
213. Nepeta spathulifera Benth.
214. Nepeta sphaciotica P.H.Davis
215. Nepeta spruneri Boiss.
216. Nepeta stachyoides Coss. ex Batt.
217. Nepeta staintonii Hedge
218. Nepeta stenantha Kotschy & Boiss.
219. Nepeta stewartiana Diels
220. Nepeta straussii Hausskn. & Bornm.
221. Nepeta stricta (Banks & Sol.) Hedge & Lamond
222. Nepeta suavis Stapf
223. Nepeta subcaespitosa Jehan
224. Nepeta subhastata Regel
225. Nepeta subincisa Benth.
226. Nepeta subintegra Maxim.
227. Nepeta subsessilis Maxim.
228. Nepeta sudanica F.W.Andrews
229. Nepeta sulfuriflora P.H.Davis
230. Nepeta sungpanensis C.Y.Wu
231. Nepeta supina Steven
232. Nepeta taxkorganica Y.F.Chang
233. Nepeta tenuiflora Diels
234. Nepeta tenuifolia Benth.
235. Nepeta teucriifolia Willd.
236. Nepeta teydea Webb & Berthel.
237. Nepeta tibestica Maire
238. Nepeta × tmolea Boiss.
239. Nepeta trachonitica Post
240. Nepeta transiliensis Pojark.
241. Nepeta trautvetteri Boiss. & Buhse
242. Nepeta trichocalyx Greuter & Burdet
243. Nepeta tuberosa L.
244. Nepeta tytthantha Pojark.
245. Nepeta uberrima Rech.f.
246. Nepeta ucranica L.
247. Nepeta veitchii Duthie
248. Nepeta velutina Pojark.
249. Nepeta viscida Boiss.
250. Nepeta vivianii (Coss.) Bég. & Vacc.
251. Nepeta wettsteinii Heinr.Braun
252. Nepeta wilsonii Duthie
253. Nepeta woodiana Hedge
254. Nepeta wuana H.J.Dong, C.L.Xiang & Jamzad
255. Nepeta yanthina Franch.
256. Nepeta yesoensis (Franch. & Sav.) B.D.Jacks.
257. Nepeta zandaensis H.W.Li
258. Nepeta zangezura Grossh.

## Vanjske poveznice
|  | Zajednički poslužitelj ima još gradiva o temi Nepeta |
|  | Wikivrste imaju podatke o taksonu Nepeta             |